# 萊比錫級輕巡洋艦
萊比錫級輕巡洋艦（德語：Leipzig-Klasse）是威瑪國家海軍與納粹德國海軍的兩艘轻巡洋舰所使用的艦級，分別為萊比錫號和紐倫堡號。兩艘設計上為柯尼斯堡級的改良型，並先後於1931年與1935年建成服役。
萊比錫級在服役生涯的前半段經常一同行動。在服役初期的1930年代，兩艦在波羅的海與大西洋密集的進行演習訓練，期間亦曾多次出訪友邦。在1936年的西班牙內戰中，兩艦也都參與了當地的非干预巡逻。1939年第二次世界大战爆發後，兩艦前往波羅的海欄截波蘭海軍防止其艦艇出逃，並與其它輕巡洋艦與驅逐艦隊前往北海布置水雷。之後，兩艦在斯卡格拉克海峽執行護衛任務時遭到英國潛艇的魚雷襲擊，其中紐倫堡號受損不大，但萊比錫號遭到巨大的損害。修復完成後轉為訓練艦。1941年，本艦參與了巴巴羅薩作戰，為德意志國防軍提供炮擊支援。1944年10月，萊比錫號遭歐根親王號重巡洋艦攔腰撞上，事後海軍認定已無法修復，遂僅以補丁封住損害處。戰後，萊比錫號編入清除德國沿海水雷的德國掃雷管理局作為宿舍船至1946年7月間被拆解為止。
紐倫堡號此後除1942年11月至隔年4月間曾短暫奉派至挪威執行任務外，紐倫堡號在餘下的戰爭中基本均作為訓練艦使用。1945年1月，本艦奉命前往斯卡格拉克海峽執行佈雷任務，但油料的嚴重短缺使本艦僅執行該一次任務後便無法再出航。
戰爭結束後，紐倫堡號最終作為戰爭賠償移交予蘇聯。更名為馬卡洛夫海軍上將號（Адмирал Макаров）。本艦服役於蘇聯海軍第八艦隊，隨後又移往克隆斯塔轉作訓練艦使用直到1960年拆解。

## 概述
萊比錫級輕巡洋艦為納粹德國海軍最後一級的輕巡洋艦，並由柯尼斯堡級輕巡洋艦衍生而來。不同於尚有實驗性質的K級，萊比錫級選擇將砲塔置於中線位置。在建造第2艘的紐倫堡號時，有做過設計上的修正，建造完後與原本的有些不同。戰後，紐倫堡號被分配給了蘇聯海軍，改名為馬可羅夫上將號（Admiral Makarov）；而萊比錫號則短暫擔任德國掃雷部門的船艦，之後載滿毒氣被拖往北海䥣沉。
Template:DAFAULTSORT:Leipzig